# タブローソフトウェア
タブローソフトウェア（Tableau Software）は、BI（ビジネスインテリジェンス）に特化したインタラクティブなデータの視覚化ツールを提供しているソフトウェア会社。CEOは、Mark Nelson （マーク・ネルソン）。本社はアメリカ合衆国ワシントン州シアトルにある。日本法人は、東京都千代田区丸の内1-1-3日本生命丸の内ガーデンタワー（Salesforce Tower）に本社がある。株式会社セールスフォース・ジャパンに買収されたため、セールスフォースのTableau事業部となっている。

## 概要
スタンフォード大学のコンピュータサイエンス学部で1997年から2002年に行われたアカデミック研究がタブローソフトウェアのルーツである。パット・ハンラハン教授と、その博士課程の学生であり、リレーショナルデータベースとデータキューブの視覚化技術を専門にしていたクリス・ストルテ(Chris Stolte)が共同で、テーブルトップのディスプレイを活用したリレーショナルデータベースの検索を研究した。データベースのクエリ言語とグラフィックレンダリングを組み合わせることによって、VizQL（Visual Query Language）と呼ばれるデータベース視覚化言語を発明した。VizQLは多次元データベースを検索するためのインタフェースであるPoralisシステムのコアとなる。2003年にスタンフォード大学からスピンアウトした Tableau Softwareは、リレーショナルデータベース、キューブ、スプレッドシートをクエリする Tableau Desktopを2005年に発表した。
2018年6月に タブローはマサチューセッツ州ケンブリッジに本社を置くAIベンチャーであるEmpirical Systems社を買収し、同社の技術をTableauプラットフォームに統合する計画を発表した。

## 製品
タブローソフトウェアは、七つの製品を提供している。
- Tableau Desktop (有料)
- Tableau Prep (有料)
- Tableau Server (有料)
- Tableau Cloud (有料)
- Tableau Reader (完全無料)
- Tableau Public (完全無料)
- Tableau Mobile (一部無料：Vizable携帯アプリ)

2010年2月に Tableau Publicを発表した。Tableau Publicは分析機能を提供する無償のプログラム。10万行のデータと保存先が Tableau Publicサーバのみという制限がある。ユーザアカウント毎に保存容量の10GBが無料にて使えます。
2018年5月に Tableau Prepを発表した。Tableau Prepはデータの結合、形式変換、クリーニングツール